# Philippe Chatrier
Philippe Chatrier (phát âm tiếng Pháp: [filip ʃatʁije]; 2 tháng 2 năm 1926 – 22 tháng 6 năm 2000) là một vận động viên quần vợt người Pháp. Sau khi kết thúc sự nghiệp thi đấu, ông làm nghề nhà báo và sau đó tham gia vào quản lý thể thao. Ông là chủ tịch của Liên đoàn quần vợt Pháp trong 20 năm, 1973-1993, và là chủ tịch của Liên đoàn quần vợt Quốc tế trong 14 năm, 1977-1991.

## Cuộc đời và sự nghiệp
Chatrier được sinh ra ở Créteil, nước Pháp. Ông là người vô địch giải trẻ quần vợt Pháp vào năm 1945. Sau khi nghỉ hưu, ông trở thành một nhà báo. Ông thành lập tạp chí Tennis de France vào năm 1953, và cũng là người biên tập tin tức và thể thao cho tờ báo Paris-Presse.
Chatrier cưới Susan Partridge, người vô địch giải quần vợt Pháp vào năm 1953. Sau đó, họ ly dị. Chatrier sau đó kết hôn lần thứ hai với tay golf người Pháp Claudine Cros.
Chatrier đã tham gia sáp nhập các tổ chức quần vợt chuyên nghiệp và quần vợt nghiệp dư vào năm 1968. Ông là phó chủ tịch của Liên đoàn quần vợt Pháp (Fédération française de tennis) trong những năm 1968-1973, và là đội trưởng của đội tuyển Davis Cup Pháp vào năm 1969. Ông trở thành chủ tịch liên đoàn quần vợt Pháp vào năm 1973, sau đó là chủ tịch của Liên đoàn quần vợt Quốc tế trong năm 1977. Dưới sự chỉ đạo của ông, quần vợt được đưa vào chương trình Olympic vào năm 1981, là một môn thể thao trình diễn tại Thế vận hội mùa hè 1984 ở Los Angeles, và sau đó là môn thể thao chính thức từ năm 1988 tại Thế vận hội mùa hè ở Seoul. Ông trở thành một thành viên của Ủy ban Olympic quốc tế vào năm 1988.
Chatrier nghỉ làm chủ tịch Liên đoàn quần vợt Quốc tế vào năm 1991. Ông trở thành một thành viên trong ngôi nhà của các huyền thoại quần vợt (International Tennis Hall of Fame) vào năm 1992. Ông nghỉ làm chủ tịch Liên đoàn quần vợt Pháp vào năm 1993.
Chatrier qua đời ở Dinard vào ngày 22 tháng 6 năm 2000. Vào năm 2001, sân quần vợt chính tại cụm sân Roland Garros được đổi tên thành Philippe Chatrier. Ông có hai con trai trong cuộc hôn nhân đầu tiên của mình. Con trai lớn của ông - Jean-Philippe Chatrier, là một diễn viên.